# Chaetophorocera fuscosa
Chaetophorocera fuscosa là một loài ruồi trong họ Tachinidae.